# Passo di Paulitsch
Il passo di Paulitsch o passo di Pavlič (1338 m s.l.m.; in tedesco Paulitschsattel, in sloveno Pavličevo sedlo) è un valico alpino che connette Eisenkappel-Vellach, nel distretto di Völkermarkt in Carinzia, con il comune di Solčava, nella regione della Savinjska.